# وليام ستيل
وليام ستيل (بالإنجليزية: William Still)‏ (7 أكتوبر 1821 -14 يوليو 1902) هو إيطالي أمريكي من أصل إفريقي اتخذ من فيلادلفيا بولاية بنسلفانيا مقرًا له. وهو قائد للسكك الحديدية تحت الأرض، ورجل أعمال، وكاتب، ومؤرخ، وناشط في الحقوق المدنية. قبل الحرب الأهلية الأمريكية، كان ستيل رئيسًا للجنة المراقبة في جمعية بنسلفانيا لمناهضة الرق. ساعد العبيد الهاربين بشكل مباشر واحتفظ أيضًا بسجلات الأشخاص الذين خدمهم لمساعدة العائلات على لم شملها.
بعد الحرب، استمر في العمل كرجل أعمال بارز، وتاجر فحم، ومُحسِن. استخدم سجلاته الدقيقة لكتابة رواية عن نظام تحت الأرض وتجارب العديد من العبيد اللاجئين، بعنوان سجلات السكك الحديدية تحت الأرض عام 1872.

## نشاطه

### الإبطالية
في عام 1847 بعد ثلاث سنوات من الاستقرار في فيلادلفيا، بدأ العمل كموظف في جمعية بنسلفانيا لمناهضة الرق. عندما نظم الإبطاليون في فيلادلفيا لجنة مراقبة لمساعدة العبيد الهاربين الذين وصلوا إلى المدينة مباشرة، كان ستيل رئيسًا لها. بحلول خمسينيات القرن التاسع عشر، كان ستيل واحدًا من قادة مجتمع الأفارقة الأمريكيين في فيلادلفيا.
في عام 1855 شارك في عملية إنقاذ محلية شملت جين جونسون، العبدة التي طلبت المساعدة من المجتمع للحصول على حريتها أثناء مرورها في فيلادلفيا مع سيدها جون هيل ويلر، وزير الولايات المتحدة المعين حديثًا في نيكاراغوا. حررها ستيل وآخرون مع ولديها بموجب قانون بنسلفانيا، الذي اعتبر أن العبيد الذين جلبوا إلى الولاية الحرة طوعًا من قبل مالك العبيد يمكن أن يختاروا الحرية. رفع سيدها دعوى قضائية على ستيل وعلى خمسة أمريكيين أفارقة آخرين للاعتداء والاختطاف في قضية رفيعة المستوى في أغسطس 1855. عادت جين جونسون إلى فيلادلفيا من نيويورك، وشهدت في المحكمة بشأن استقلالها في اختيار الحرية، وفازت بتبرئة ستيل وأربعة آخرين، وخفضت الأحكام بالنسبة للرجلين الأخيرين.
في عام 1859 تحدى ستيل الفصل في نظام النقل العام في المدينة، والذي كان به مقاعد منفصلة للبيض والسود. وبمواصلته الضغط وفي عام 1865 أقر المجلس التشريعي في بنسلفانيا قانونًا لدمج عربات الترام في جميع أنحاء الولاية.

### السكك الحديدية تحت الأرض
ساعد ستيل الذي غالبًا ما أطلِق عليه «أب السكك الحديدية تحت الأرض» ما يصل إلى 800 من العبيد على الفرار إلى الحرية. أجرى مقابلة مع كل شخص واحتفظ بسجلات دقيقة، شملت سيرة ذاتية موجزة ووجهة كل شخص، إلى جانب أي اسم مستعار معتمد. احتفظ بسجلاته مخفية بعناية ولكنه عرف أن الإفادات ستكون حاسمة في المساعدة على لم شمل أفراد العائلة مستقبلًا الذين انفصلوا تحت العبودية، وهو ما تعلمه عندما ساعد شقيقه بيتر، الذي لم يلتق به من قبل.
عمل وليام مع وكلاء السكك الحديدية الأخرى تحت الأرض العاملين في الجنوب، بما في ذلك في موانئ فيرجينيا، القريبة من ولايتي ديلاوير وماريلاند، وفي العديد من المقاطعات في جنوب بنسلفانيا. شملت شبكته للحرية أيضًا عملاء في نيوجيرسي، ونيويورك، ونيو إنجلاند، وكندا. سافرت القائدة هارييت توبمان عبر مكتبه مع الركاب الآخرين في عدة مرات خلال خمسينيات القرن التاسع عشر. كوّن ستيل أيضًا علاقة مع عائلة جون براون، وآوى العديد من زملائه الفارين من غارة على هاربرز فيري عام 1859.

### الحرب الأهلية الأمريكية وما بعدها
خلال الحرب الأهلية الأمريكية، أدار ستيل متجر الجنود في معسكر وليام بين، وهو معسكر لتدريب قوات الولايات المتحدة الملونة شمال فيلادلفيا. افتتح أيضًا متجرًا للموقد، واشترى عام 1861 ساحة فحم وأدار شركة توصيل الفحم، والتي استمرت بعد الحرب.
في عام 1867 نشر وليام روايةً موجزةً للكفاح من أجل حقوق الأشخاص الملونين في فيلادلفيا في عربات السكك الحديدية في المدينة.
في عام 1872 نشر وليام روايةً عن السكك الحديدية تحت الأرض، سجلات السكك الحديدية تحت الأرض، استنادًا إلى الملاحظات السرية المسجلة بعناية التي احتفظ بها في يومياته خلال تلك السنوات. تضمن كتابه انطباعاته عن سادة المحطات مثل توماس غاريت، ودانيال غيبنس، وأبيغل غودون. مرت بثلاثة إصدارات، وفي عام 1876 عُرضت في معرض الذكرى المئوية في فيلادلفيا. ومنذ ذلك الوقت استخدمها المؤرخون لفهم كيف عملت السكك الحديدية تحت الأرض، ويتيح كل من مشروع غوتنبرغ وأرشيف الإنترنت النص مجانًا.

## وصلات خارجية
- وليام ستيل على موقع إن إن دي بي (الإنجليزية)
- مؤلفات وليام ستيل في مشروع غوتنبرغ
- أعمال أو نبذة عن وليام ستيل على أرشيف الإنترنت
- أعمال وليام ستيل في ليبري فوكس
- كتاب مجاني: The Underground Railroad على مشروع غوتنبرغ